# Wailea-Makena
Wailea-Makena é uma Região censo-designada localizada no estado americano de Havaí, no Condado de Maui.

## Demografia
Segundo o censo americano de 2000, a sua população era de 5671 habitantes.

## Geografia
De acordo com o United States Census Bureau tem uma área de
69,4 km², dos quais 58,6 km² cobertos por terra e 10,8 km² cobertos por água.

## Localidades na vizinhança
O diagrama seguinte representa as localidades num raio de 24 km ao redor de Wailea-Makena.